# Vela X-1
Vela X-1 è un sistema binario a eclisse composto da una supergigante blu e da una stella di neutroni formanti in particolare una stella binaria a raggi X di grande massa.
Il sistema si trova ad una distanza di circa 6.200 anni luce, ossia circa 1.900 parsec, dalla Terra, nella costellazione delle Vele, dove costituisce la sorgente di raggi X più brillante. Mentre la stella supergigante blu è conosciuta da più di un secolo, tanto da figurare nel catalogo Henry Draper con il nome di HD 77581, la natura di sistema binario a raggi X di Vela X-1 fu rivelata solo nel 1971, con l'avvento dell'astronomia a raggi X.

## Scoperta
Il sistema Vela X-1 fu scoperto come sorgente di raggi X durante una ricognizione del piano galattico della Via Lattea effettuata dal satellite Uhuru nel 1971, che rivelò poco meno di una trentina di sorgenti (nell'intero corso della sua missione conclusasi nel 1973 Uhuru rivelerà oltre 339 sorgenti X), di cui alcune già conosciute, come la nebulosa del Granchio. A causa della loro elevata brillantezza che consente analisi più accurate, la maggior parte di queste fonti fa parte delle fonti di raggi X più studiate ancora oggi.

## Composizione
La supergigante blu HD 77581 facente parte del sistema è una stella di classe spettrale B0.5Ib, avente un diametro pari a circa 30 volte il diametro del Sole, quindi all'incirca 45 milioni di km, e una massa pari a 23,1±0,2 masse solari.

Il periodo orbitale delle due stelle, che sono a una distanza pari a 1,7 volte il raggio della supergigante blu, è di 8,964 giorni e l'emissione di raggi X della stella di neutroni risulta a noi eclissata per due giorni durante ogni orbita. Il periodo di rotazione della stella di neutroni, che ha una massa di 1,88±0,13 masse solari, è di 283 secondi e fluttua in maniera erratica attorno a questo valore. Tale valore, piuttosto elevato se paragonato a quello di una pulsar isolata, è caratteristico dei sistemi binari a raggi X di grande massa: ciò che accade è infatti che la massa che va ad arricchire l'oggetto compatto e che proviene dalla supergigante blu attraverso il fenomeno del vento stellare, non aumenta il momento angolare della stella di neutroni e quindi non le consente di accelerare la sua rotazione.
Vela X-1 rappresenta una fonte di forte interesse per lo studio delle stelle a neutroni, sia perché la massa della stella di neutroni che lo compone può essere valutata in modo relativamente affidabile, che per il fatto che tale valore risulta essere uno dei più alti noti fino ad ora. È probabile che tale valore, che, come detto, è di 1,88±0,13 M☉, consentirà di escludere alcuni modelli di struttura interna delle stelle di neutroni che prevedono come necessario un valore di massa massimo per questi oggetti inferiore a 1,7.